# Salaš Noćajski
Salaš Noćajski (en serbe cyrillique : Салаш Ноћајски) est une localité de Serbie située dans la province autonome de Voïvodine et sur le territoire de la ville de Sremska Mitrovica, district de  Syrmie (Srem). Au recensement de 2011, elle comptait 1 751 habitants.
Salaš Noćajski, officiellement classé parmi les villages de Serbie, est une communauté locale, c'est-à-dire une subdivision administrative, de la ville de Sremska Mitrovica.

## Géographie

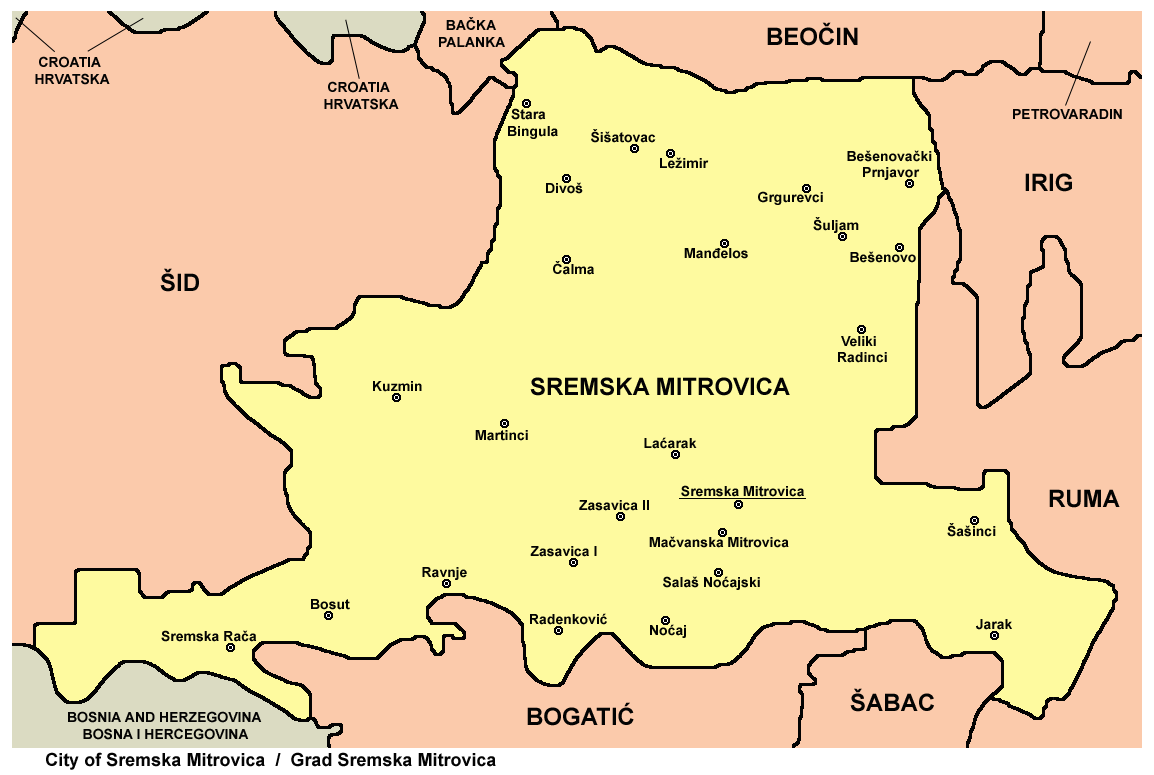
Localisation de Salaš Noćajski dans la ville de Sremska Mitrovica

Bien qu'il soit rattaché au district de Syrmie, le village est situé dans la région de la Mačva. 

## Démographie

### Évolution historique de la population
| 1948  | 1953  | 1961  | 1971  | 1981  | 1991  | 2002  | 2011  |
| ----- | ----- | ----- | ----- | ----- | ----- | ----- | ----- |
| 1 725 | 1 814 | 2 212 | 1 829 | 1 876 | 1 894 | 1 879 | 1 751 |

|  |

### Données de 2002
Pyramide des âges (2002)
En 2002, l'âge moyen de la population était de 38,3 ans pour les hommes et 41,3 ans pour les femmes.
Répartition de la population par nationalités (2002)
En 2002, les Serbes représentaient 93,7 % de la population ; le village abritait notamment une minorité rom (1,4 %).

### Données de 2011
En 2011, l'âge moyen de la population était de 42,7 ans, 40,9 ans pour les hommes et 44,5 ans pour les femmes.

## Personnalité
Salaš Noćajski est associé au souvenir de Stojan Čupić, un des chefs du premier soulèvement serbe contre les Ottomans. Une statue en son honneur a été érigée dans le village.